# Almási, avagy a másik gyilkos
Az Almási, avagy a másik gyilkos 1989-ben bemutatott magyar bűnügyi filmvígjáték Fazekas Lajos rendezésében. A címszerepben Andorai Péter látható.

## Történet
Almási nyomozótisztet megkéri egy osztrák kollégája, nézzen utána egy félvér nőnek, akinek magyarországi kapcsolatai vannak. A nő magyar szerelme cserbenhagyásos gázolás áldozata lesz, amit egy lopott gépkocsival követtek el. Közben az áldozat szomszédjában lakó kutatóhoz külföldi kémek törnek be, hogy megszerezzék az egyik találmányának a tervrajzát. Almási az áldozat házában kutatva olyan jelekre talál, melyek arra engednek következtetni, hogy az áldozatot valaki el akarta tenni láb alól. A nyomozás közben fény derül az áldozat régi életére, így nincs kizárva, hogy az indítékot a múltban kell keresni. Sőt kiderül, hogy a kémeknek is közük volt az áldozathoz.

## Szereplők
- Andorai Péter – Almási, nyomozótiszt
- Benedikty Marcell – Gábor, Almási kisfia
- Csurka László – Nyomozó
- Jónás Judit – Anna Belmont
- Lukács Sándor – Benda Gyula
- Usztics Mátyás – Káplán Sándor
- Koncz Gábor – dr. Franz Lorbert
- Kovács István – Felner András, nyomozó
- Rajhona Ádám – Ulhofen
- Hetényi Pál – Swolensky
- Bodnár István – Reimer
- Szoboszlai Sándor – Szerémy Kálmán
- Tanai Bella – Szerémyné, Magdika
- Prókai Éva – Szerémy Rozi
- Patkós Irma – Mária néni, Benda Gyula édesanyja
- Leisen Antal – nyomozó
- Rátóti Zoltán – Gergely, nyomozó
- Kiss Gábor – Trabantos
- Tordai Teri – Kubik Eleonóra
- Csapó János – Bartócz József, TSZ-elnök
- ifj. Pathó István – Turai
- Hável László – segédedző
- Halász László – recepciós
- Sándor Böske – falusi öregasszony
- Romhányi Rudolf – szomszéd
- Megyeri Zoltán – körzeti megbízott
- Mezey Lajos
- Inogam Adylov
- Lilo Grahn
- Eberhard Mellies
- Herbert Sand
- Karl Sturm
- Walter Wickenhauser

## A film készítése
A filmet 1987-ben forgatták. Koncz Gábor a szerepe szerint egy osztrák rendőrt alakít, aki végig németül beszél (nem a saját hangján), a szájáról viszont tisztán le lehet olvasni, hogy eredetileg magyarul mondta a szövegeit.[forrás?]